# خيلوتثينجو

شعار جيلوتزينكو

جيلوتثينجو هي بلدية من ولاية مكسيكو، المكسيك. وتصل مساحتها إلى 143,66 km2 و يقدر عدد سكانها بـ 19 013 ساكنا ساكناً عام 2015.